# Mario David García Velásquez
Mario David Antonio García Velásquez (San Marcos, Guatemala, 13 de junio de 1946) es un abogado, notario, economista y periodista guatemalteco. 
Es Doctor en Derecho por la Universidad Nacional de Rosario, Argentina. Su tesis doctoral “Teoría General del Estado Globalizado” fue presentada en 2004, es una obra de mil cien páginas y consta de cuatro libros; Teoría Clásica del Estado, El estado fracasado, Democracia y riqueza y El estado globalizado, en el que trata el redimensionamiento estadual frente al orden global y el fracaso del Estado. García Velásquez es un respetado periodista y economista guatemalteco, aunque ha sido vinculado a Luis Mendizábal —prófugo por el Caso de La Línea— cuando este intentó desestabilizar al gobierno de Álvaro Colom durante el Caso Rosenberg en 2007.
En 1985 fue candidato a la presidencia por el partido derechista Central Auténtica Nacionalista dirigido por el expresidente Carlos Arana Osorio y en el 2015 lo fue por el Partido Patriota, luego de que se descubriera el Caso de La Línea y que esa agrupación política se quedara sin candidato por la renuncia de Alejandro Sinibaldi.

## Estudios
Cursó tres maestrías, dos en Derecho Procesal, una de ellas en Argentina, una maestría en Administración de Empresas y una especialización en periodismo en Francia. Es ampliamente conocido por el ejercicio de 50 años de periodismo en prensa, radio, agencias internacionales y TV.
Ha publicado catorce libros entre los cuales destacan Tutela de urgencia y el Desajuste sistémico Constitucional y Tratado de Interpretación de la Ley. Como docente universitario, ha sido profesor de postgrado en la Universidad Nacional de Córdoba y en la Universidad Nacional de Rosario en la República Argentina, en Maestrías y Doctorados es catedrático de las universidades Mariano Gálvez y Galileo en Guatemala.
Fue director del noticiero Aquí el Mundo y director del programa Hablando Claro en Radio Emisoras Unidas en Guatemala.

### Atentado contra su vida
García Velasquez de gran beligerancia e influencia en los medios de comunicación guatemaltecos, en la que expuso su credo liberal, sufrió un atentado en su residencia familiar, el 5 de marzo de 1981. Tras este ataque terrorista cuya autoría fue adjudicada a la Organización del Pueblo en Armas (ORPA) uno de los cuatro grupos guerrilleros de orientación marxista que operaban en la época, la esposa de García Velásquez, María Elena, y sus entonces cuatro pequeños hijos (de entre 5 y 12 años de edad) hubieron de ser expatriados por cinco años, para ponerlos a salvo.

### Golpe de Estado contra Vinicio Cerezo
Tras las constantes denuncias de corrupción en las que incurrió el Gobierno de Vinicio Cerezo y que evidenciaron las cámaras de Aquí el mundo, el entonces gobernante negoció con el empresario mexicano Ángel Gonzáles el cierre definitivo del noticiero y lo señaló de pertenecer a un grupo que según él pretendía darle Golpe de Estado.